# Joe Q. Bretz
Joe Q. Bretz (nacido como Joseph Quinn Bretz, el 24 de septiembre de 1974 en Milwaukee, Wisconsin, Estados Unidos) es un actor, escritor, empresario, productor de música y cine estadounidense. Él es miembro de la the Recording Academy', organización responsable de los Grammy Awards. Participó en la película The Chosen One como productor y actor. y es conocido por producir la primera producción digital directa a disco duro de un show de premios de música en TV, The California Music Awards del año 2002. Además, Bretz fue de los primeros desarrolladores de plataformas de transmisión de medios over-the-top (OTT). Un sistema que permite que los nuevos servicios, como el streaming, aprovechen los servicios existentes de internet, para montarse sobre unidades ya existentes como reproductores de DVD, consolas de juegos, dispositivos móviles etc.
Joe es CEO y cofundador de PsychoDeLuX Media empresa fundada y radicada en Mallorca, España, dedicada a la producción de cine, televisión, multimedia y mercados experimentales como RA y RV.

## Vida personal
Joseph Quinn Bretz nació el 24 de septiembre de 1974 en Milwaukee, Wisconsin, Estados Unidos. Es hijo de un ex oficial de policía de Milwaukee convertido en empresario, Randolph Bretz y de Andrea Hope Miller. Entre 1992 y 1996 asistió a la Universidad de Wisconsin-Milwaukee para estudiar ciencias políticas. Está casado, desde el 7 de mayo de 2021 con la modelo Lisa Charlott Murmann y reside en Mallorca, España.

## Carrera Profesional
A edad temprana comenzó modelando. A la edad de 20 años se mudó a Los Ángeles, donde alternó entre modelaje y actuación, hasta que se mudó a San Francisco, California en donde se centró en las innovaciones tecnológicas en el campo del entretenimiento.
De 1999 a 2003, Bretz fue cofundador y director ejecutivo de Missing Link Media Ventures. En ese contexto, en el año 2002 es el productor de The California Music Awards donde adquirió notoriedad por producir la primera producción digital 'directo al disco duro' de un show en directo (hasta el momento se hacían con tecnología analógica).
Entre 2002 y 2010, se desempeñó como director ejecutivo y cofundador del fondo de capital privado QBlack Media, donde administró una cartera diversificada de fondos privados de nuevas empresas tecnológicas, bienes raíces y operaciones de clubes nocturnos, incluido Paradise Lounge en San Francisco, California. Su empresa alcanzó notoriedad cuando intento adquirir Image Entertainment ofreciendo 100 millones de dólares por dicha transacción. Finalmente, la transacción fracasó debido a la crisis económica de 2007-2008. 
En 2010 participa como productor ejecutivo en el film The Chosen one. En dicha película participa también como actor.
En 2012, cofundó junto con el expresidente de Image Entertainment, Martin W. Greenwald, The Digital Development Group, una "red de televisión" virtual que entrega contenido a dispositivos de visualización habilitados para Internet. En DIDG se desempeñó como presidente y director durante dos años. En ella, Bretz estuvo entre los primeros adaptadores y desarrolladores de plataformas de transmisión OTT. Entre los socios de este emprendimiento empresarial se destacó el nombre del actor Charlie Sheen.
En 2022, Bretz funda la productora multimedia PsychoDeluX.Media junto con el empresario tecnológico Brent G. Whitney, el productor de cine John Schneider y el expresidente de MGM TV, John Bryan con sede en Mallorca, España. Actualmente, según el sitio IMDb se encuentran en producción o preproducción The Shaman from Wisconsin, una serie de TV de terror que se está rodando en las Islas Baleares; Watch Them Die una película de terror en la que el protagonista principal es John Murray (hermano del actor Bill Murray); Terminal Vacation, película de terror y The Northern Lights, una película de terror que producen en asociación con Grinning Dog Entertainment.
Actualmente Joe también es presidente de 4kNet.TV, una empresa con sede en USA que se dedica a la producción y distribución de contenidos audiovisuales en ultra alta definición (4K/UHD). Entre los proyectos desarrollados por la compañía se encuentra la cobertura en 4K de la Great Pacific Race, una competencia de remo oceánico entre California y Hawái, así como otros eventos relacionados con deportes y documentales.

## Filmografía[24]
- Reverb (Serie de TV) (productor - 1 episodio) 2001
- Music Choice OnStage Featuring SmashMouth (Especial de TV) (productor) 2001
- Rob Schneider: Registered Offender (Video) (productor ejecutivo) 2001
- California Music Awards (Especial de TV) (productor ejecutivo) 2002
- Gumby’s 50th Birthday party featuring SmashMouth (TV Special) (productor ejecutivo) 2007
- The Chosen One (productor) 2010
- Drain Baby (productor) 2011
- Iraq Love (especial de TV) (productor ejecutivo) 2011
- Yelow (actor) 2012
- Katos Korner (Serie de TV) (productor ejecutivo - 6 episodios) 2013